# Saimir
Saimir este un film italian (dramă) realizat de Francesco Munzi, ieșit pe ecrane în anul 2004.

## Sinopsis
Saimir, în vârstă de cincisprezece ani, originar din Albania, trăiște cu tatăl său, Edmond, într-un sat decrepit de pe litoralul Latium-ului, în Italia. Edmond face trafic de emigranți clandestini, în favoarea unor ferme agricole locale. Adolescentul nu se înțelege cu tatăl său, întrucât nu suportă activitățile în care e amestecat, fără voia lui. Fiindu-i greu să se integreze, Samir se îndreaptă spre un grup de țigani. Totul se răstoarnă când află că tatăl său este amestecat într-o afacere de prostituție cu minore.

## Fișă tehnică
- Titlu: Saimir
- Realizarea: Francesco Munzi
- Scenariul: Serena Brugnolo, Dino Gentili și Francesco Munzi
- Producția: Cristiano Bortone și Daniele Mazzocca
- Muzica: Giuliano Taviani
- Fotografia: Vladan Radovic
- Montajul: Roberto Missiroli
- Decorurile: Valentina Scalia
- Țara de origine: Italia
- Format: Culori
- Durata: 88 de minute
- Data ieșirii pe ecrane: 2004

## Distribuția
- Xhevdet Ferri : Edmond
- Anna Ferruzzo : Simona
- Lavinia Guglielman : Michela
- Mishel Manoku : Saimir

## Recompense
- Marele premiu al juriului la Festivalul Internațional al Primului Film
- 2005 La a 61-a ediție a Festivalului de film de la Veneția, regizorul Francesco Munzi a primit Mențiunea specială „Leul Viitorului” pentru Cel mai bun prim film, pentru filmul Saimir.
- 2006, Marele premiu al Festivalului de la Ammonay,
- 2005, Marele premiu al Festivalului de la Annecy.